# Geisei
Geisei (jap. 芸西村 Geisei-mura) – wieś w Japonii, na wyspie Sikoku, w prefekturze Kōchi. Według danych na rok 2020 miejscowość zamieszkiwało 3 694 mieszkańców , a gęstość zaludnienia wyniosła 93,3 os./km².